# Krampus
Krampus er en mytisk skabning, der følger Sankt Nikolaus; men hvor Sankt Nikolaus deler gaver ud til artige børn, skræmmer og straffer Krampus de uartige.
Krampus er især vigtig i Østrig, hvor han tildeles rollen som Fanden, en folkelig variant af djævelen, og har også delt gaver ud 6. december. I Skandinavien, især i Norge og Sverige, forbinder man dette væsen med julebukken. I Skandinavien fremvises der mildere portrætteringer af væsenet. Oftest ser vi den portrætteret som en helt normal ged evt. I miniature lavet af halm bundet sammen med et rødt gavebånd. Men historierne er de samme uanset navn. Om det er julebukken eller Krampus, så er den kendt for at skræmme de ulydige, som ikke respekterer naturen og medmennesker.[kilde mangler]

## Traditioner
Skikkelsens oprindelse er uklar, men kan gå tilbage til førkristen tid. Krampus siges at være søn af Hel i Helheim. Lænkerne kan være et kristent forsøg på "at binde djævelen" eller et levn af en hedensk overgangsrite.
I Østrig, Bayern, Ungarn, Tjekkiet, Kroatien, Slovakiet, Slovenien og Syd-Tyrol har skikkelsen under forskellige navne siden middelalderen udviklet sig til en af Sankt Nikolas' mange følgesvende eller hjælpere.
Modsat andre af Nikolas' følgesvende - såsom Knecht Ruprecht (= Rupert knægt) og Christkindl ("Kristusbarnet") i Tyskland; Belsnickel, Pelzebock, Pelznickel i Tyskland og tyske samfund i USA; og den oprindeligt skræmmende hjælper Zwarte Piet (Sorte Piet) i Nederland - kan Krampus optræde i flok, som et helt følge af flere Krampus'er.
I flere byer, især i Alperne, arrangeres hvert år optog med unge mænd, udklædt som Krampus med horn, skind og skræmmende dyre- og djævlemasker. De går gennem gaderne og larmer med bjælder, piske og hyl. Optogene kaldes på tysk Krampuslauf ("krampusløb"). Krampuskarten er førjulskort med billede af Krampus.
Selv om skikkelsen kan minde om den nordiske julebuk, skal disse ikke være direkte forbundet.